# Декенея Фаргеза
Декенея Фаргеза (лат. Decaisnea fargesii) — вид двудольных растений, входящий в род Декенея (Decaisnea) семейства Лардизабаловые (Lardizabalaceae).

## Распространение и экология
В природе ареал вида охватывает Китай (провинции Сычуань, Хубэй и Юньнань).
Произрастает в горах.

## Ботаническое описание
Листопадный прямостоящий кустарник высотой до 5 м с довольно толстыми, слабо разветвлёнными стволиками и голыми ветвями.
Зимние почки крупные, яйцевидные, с 2 наружными голыми чешуйками. Листья длиной 50—80 см, непарноперистые, с 13—25 супротивными цельными листочками; листочки яйцевидные до яйцевидно-продолговатых, длиной 6—14 см, заострённые, у основания ширококлиновидные или округлённые, снизу серо-зелёные, на коротких черешках.
Соцветия метелковидные, висячие, длиной 25—50 см, на концах боковых ветвей. Цветки полигамные, висячие, колокольчатые, длиной 2,5—3 см, зеленоватые, на тонких цветоножках длиной около 1 см; листочков околоцветника шесть, ланцетных, длинно заострённых. Нектарников нет; тычинок 6, в тычиночных цветках, сросшихся в колонку, в пестичных — рудиментарных, чуть заметных; пестиков 3, свободных.
Плоды мясистые, цилиндрические, искривленные, стручковидные, длиной 5—10 см, диаметром около 2 см, синие, с восковым налётом, растрескивающиеся по брюшному шву. Семена многочисленные, сидящие в 2 ряда, яйцевидные, сплющенные, чёрные, длиной около 1 см, погруженные в белую мякоть.
Цветение в июне. Плодоношение в октябре.

## Значение и применение
В США интродуцирована с 1898 года. В начале XX века быстро распространилась в парках теплых районов Западной Европы.
Красивое декоративное растение, по облику напоминающее маньчжурскую аралию; интересно крупными перистыми листьями и синими плодами.